# Amphibdelloides narcine
Amphibdelloides narcine är en plattmaskart. Amphibdelloides narcine ingår i släktet Amphibdelloides och familjen Dactylogyridae. Inga underarter finns listade i Catalogue of Life.